# Marte R. Gómez (Chiapas)
Marte R. Gómez es una localidad del estado mexicano de Chiapas. Es parte del municipio de Mazatán.

## Toponimia
El nombre de la localidad rinde homenaje a Marte R. Gómez, gobernador de Tamaulipas de 1937 a 1940.

## Demografía
| Gráfica de evolución demográfica |
|                                  |

| Censo | Población |
| ----- | --------- |
| 1950  | 218       |
| 1960  | 701       |
| 1970  | 813       |
| 1980  | 932       |
| 1990  | 1 013     |
| 2000  | 1 064     |
| 2010  | 1 263     |
| 2020  | 1 399     |